# Rafael Castillo
Rafael Castillo é uma cidade da Argentina, localizada na província de Buenos Aires, situada na área metropolitana de Gran Buenos Aires. Tem 14,25 km² de área e sua população em 2010 foi estimada em 147.965 habitantes.